# Androisoxazole
Androisoxazole (tên thương hiệu Androxan, Neo-Ponden, Neo-Pondus), còn được gọi là 17α-methyl-5α-androstano [3,2-c] isoxazol-17β-ol, là một steroid đồng hóa-androgenic hoạt động bằng đường uống (AAS) và một dẫn xuất 17α-alkylated của dihydrotestosterone (DHT) được bán trên thị trường ở Tây Ban Nha và Ý. Nó liên quan chặt chẽ với stanozolol, chỉ khác nhau khi có isoxazole thay vì vòng pyrazole hợp nhất với vòng A, và cũng liên quan đến furazabol, prostanozol và danazol.